# سارا غالاردو
سارا غالاردو (بالإسبانية: Sara Gallardo)‏ هي صحفية وكاتِبة أرجنتينية، ولدت في 23 ديسمبر 1931 في بوينس آيرس في الأرجنتين، وتوفي بنفس المكان في 14 يونيو 1988.